# División de Honor 1978-1979 (hockey su pista)
La División de Honor 1978-1979 è stata la 10ª edizione del torneo di primo livello del campionato spagnolo di hockey su pista. La competizione è iniziata il 17 settembre 1978 e si è conclusa il 1º aprile 1979. Il torneo è stato vinto dal Barcellona per la quarta volta nella sua storia.

## Stagione

### Novità
A prendere il testimone del Calafell e del Montemar retrocesse dopo la stagione regolare in Primera Division vi furono, vincendo il campionato cadetto, il Mieres e il Terrassa.

### Formula
La División de Honor 1978-1979 vide ai nastri di partenza quattordici club; la manifestazione fu organizzata con un girone all'italiana, con gare di andata e ritorno per un totale di 26 giornate: erano assegnati 2 punti per l'incontro vinto e un punto a testa per l'incontro pareggiato, mentre non ne era attribuito alcuno per la sconfitta. Al termine del campionato la squadra prima classificata venne proclamata campione di Spagna mentre la tredicesima e la quattordicesima retrocedettero direttamente in Primera Division, il secondo livello del campionato.

## Squadre partecipanti
| Club           | Stagione | Città                    | Stadio          | Stagione precedente                    |
| -------------- | -------- | ------------------------ | --------------- | -------------------------------------- |
| Arenys de Munt | dettagli | Arenys de Munt           |                 | 11º posto in División de Honor         |
| Barcellona     | dettagli | Barcellona               | Palau Blaugrana | 1º posto in División de Honor          |
| Caldes         |          | Caldes de Montbui        |                 | 12º posto in División de Honor         |
| Cerdanyola     | dettagli | Cerdanyola del Vallès    |                 | 7º posto in División de Honor          |
| Cibeles        | dettagli | Oviedo                   |                 | 10º posto in División de Honor         |
| Mieres         |          | Mieres                   |                 | 1º posto in Primera División, promosso |
| Noia           | dettagli | Sant Sadurní d'Anoia     |                 | 5º posto in División de Honor          |
| Reus Deportiu  | dettagli | Reus                     |                 | 3º posto in División de Honor          |
| Reus Ploms     |          | Reus                     |                 | 8º posto in División de Honor          |
| Sentmenat      | dettagli | Sentmenat                |                 | 6º posto in División de Honor          |
| Terrassa       |          | Terrassa                 |                 | 2º posto in Primera División, promosso |
| Vic            | dettagli | Vic                      |                 | 4º posto in División de Honor          |
| Vilanova       | dettagli | Vilanova i la Geltrú     |                 | 9º posto in División de Honor          |
| Voltregà       | dettagli | Sant Hipòlit de Voltregà |                 | 2º posto in División de Honor          |

## Classifica finale
|                   | Pos. | Squadra        | Pt | G  | V  | N | P  | GF  | GS  | DR  |
| ----------------- | ---- | -------------- | -- | -- | -- | - | -- | --- | --- | --- |
| Spagna (bandiera) | 1.   | Barcellona     | 41 | 26 | 19 | 3 | 4  | 123 | 76  | +47 |
| [ 1 ]             | 2.   | Reus Deportiu  | 38 | 26 | 18 | 2 | 6  | 154 | 74  | +80 |
| [ 2 ]             | 3.   | Sentmenat      | 34 | 26 | 16 | 2 | 8  | 152 | 130 | +22 |
|                   | 4.   | Vic            | 29 | 26 | 13 | 3 | 10 | 118 | 110 | +10 |
|                   | 5.   | Cibeles        | 27 | 26 | 11 | 5 | 10 | 92  | 96  | -4  |
|                   | 6.   | Cerdanyola     | 27 | 26 | 13 | 1 | 12 | 99  | 97  | +2  |
|                   | 7.   | Reus Ploms     | 24 | 26 | 10 | 4 | 12 | 95  | 97  | -2  |
|                   | 8.   | Voltregà       | 24 | 26 | 9  | 6 | 11 | 111 | 120 | -9  |
|                   | 9.   | Arenys de Munt | 23 | 26 | 10 | 3 | 13 | 102 | 125 | -23 |
|                   | 10.  | Noia           | 22 | 26 | 8  | 6 | 12 | 111 | 114 | -3  |
|                   | 11.  | Terrassa       | 22 | 26 | 10 | 2 | 14 | 110 | 116 | -6  |
|                   | 12.  | Mieres         | 20 | 26 | 6  | 8 | 12 | 106 | 139 | -33 |
|                   | 13.  | Vilanova       | 17 | 26 | 7  | 3 | 16 | 95  | 123 | -28 |
|                   | 14.  | Caldes         | 16 | 26 | 6  | 4 | 16 | 103 | 156 | -53 |

Legenda:
  Vincitore della Coppa del Re 1979.
      Campione di Spagna e ammessa alla Coppa dei Campioni 1979-1980.
      Eventuali squadre ammesse alla Coppa dei Campioni 1979-1980.
      Ammessa alla Coppa delle Coppe 1979-1980.
      Retrocesse in Primera Division 1979-1980.
Note:
Due punti a vittoria, uno a pareggio, zero a sconfitta.